# 大野喜月
大野 喜月（おおの きづき、1863年（文久3年）1月1日 - 1942年（昭和17年）7月20日）は、日本の詩人、俳人、歌人。岐阜県出身。養子に周市。

## 生涯
明治14年（1881年）5月1日、岐阜県加茂郡加治田村の大野喜助に養子となり、喜平を襲名。
家業の傍ら、伊和神社社掌を勤める。
和歌・俳句の文芸に精進し、同門社を結ぶ。
大正10年（1921年）、岐阜市に出て伊奈波神社・県神社神職を勤める。79歳没。

## 逸話
- 同門社社中の一人であり、他に長沼花楽・山田寿月・坂井花生・河合五運・大沢碧水・亀井梅香・森春月・大野露月・亀井梅次郎・荘加一木・高木梅竹・大矢求・杉山敏夫・河合米田・森春月・亀井金次郎・山田苔石・足立白楽・堀部石堂・松井琴昇・松本雪生などを数えた[2]。
- 明治30年(1897年)10月、俳人吾足斎の没後46年にあたり、白華山清水寺境内に自然石を持って「吾足斎之碑」を建てた[3]。
- 辞世　「長き夜の月見に来たり八〇年。」[4]。
- 春郷・雪中庵と号する。同門社の中心的存在であった。
- 養子の周市は加治田小学校校長となり、喜月の作品の一部をのせた[5]。